# Bernd-Dietrich Stolte

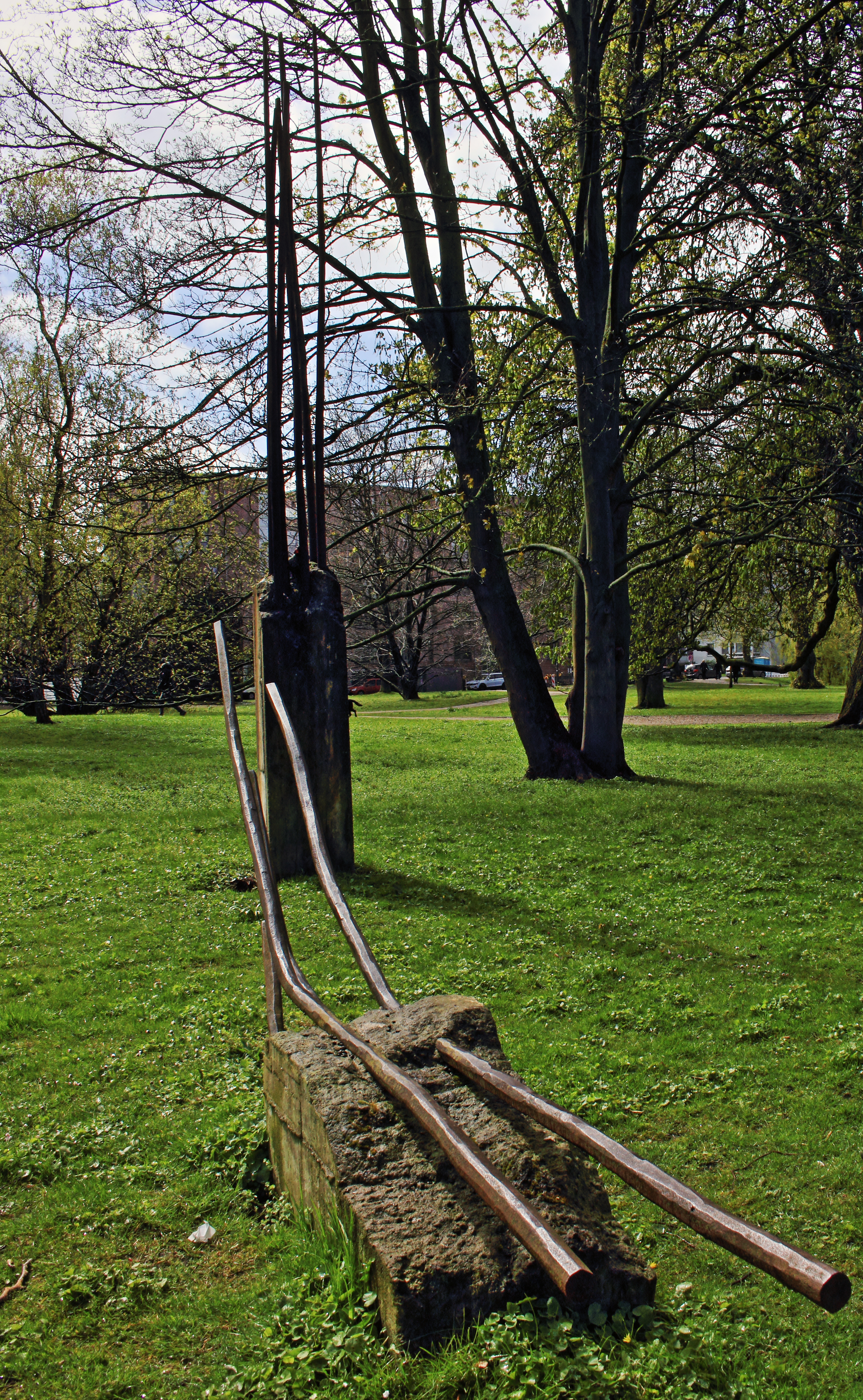
Annäherung II, 1984, Kiel

Bernd-Dietrich (Dieter) Stolte (* 1954 in Köln; † 18. September 2021 in Kiel) war ein deutscher Bildhauer.

## Leben
Stolte studierte von 1977 bis 1979 an der Werkkunstschule Flensburg und von 1979 bis 1984 Bildhauerei an der Fachhochschule Kiel, bevor er 1987 ein Stipendium für das Künstlerhaus Selk erhielt. Von 1989 bis 1990 lehrte er im Fachbereich Gestaltung an  der FH Kiel und von 1990 bis 2010 an der Muthesius Kunsthochschule Kiel.

## Werke (Auswahl)
- 1984 Annäherung im Skulpturenpark Nortorf[3]
- 1984 Annäherung II im Ratsdienergarten, Kiel
- 1993 Wasserzeichen vor dem Eingang zur Polizeidirektion Bad Segeberg, Dorfstraße / Ziegelstraße
- 2000 Kleine Vision im Bibelgarten St.-Johannis-Kloster vor Schleswig